# Adolph Passavant
Samuel Adolph Passavant (* 14. Juli 1841 in Lyon; † 7. August 1926 in Biebrich am Rhein) war ein deutscher Architekt und Unternehmer.

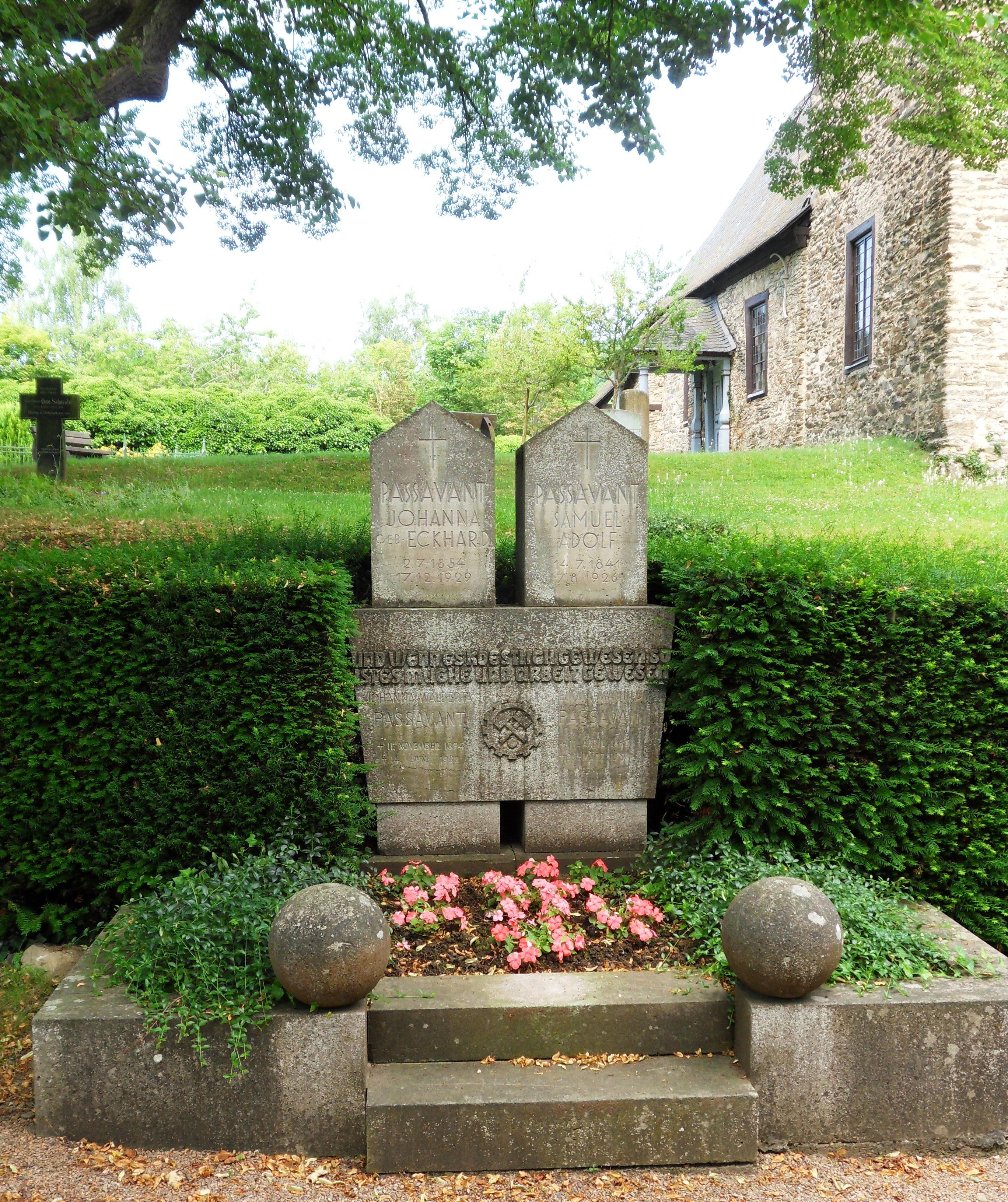
Grabmal von Samuel Adolf Passavant und Johanna Passavant, geb. Eckhard

Passavant stammte aus der reformierten Familie Passavant in Frankfurt am Main. Er war ein Enkel von Christian Passavant (* November 1774 in Frankfurt; † 23. März 1830 ebenda) und der Sara Passavant (* 5. März 1776 in Frankfurt; † 8. März 1830 ebenda).
Als Bauführer arbeitete er 1869 bis 1871 mit Gustav Greiß unter dem Dombaumeister Franz Josef Denzinger am Wiederaufbau des Frankfurter Doms. Danach war er in Frankfurt als Architekt tätig.

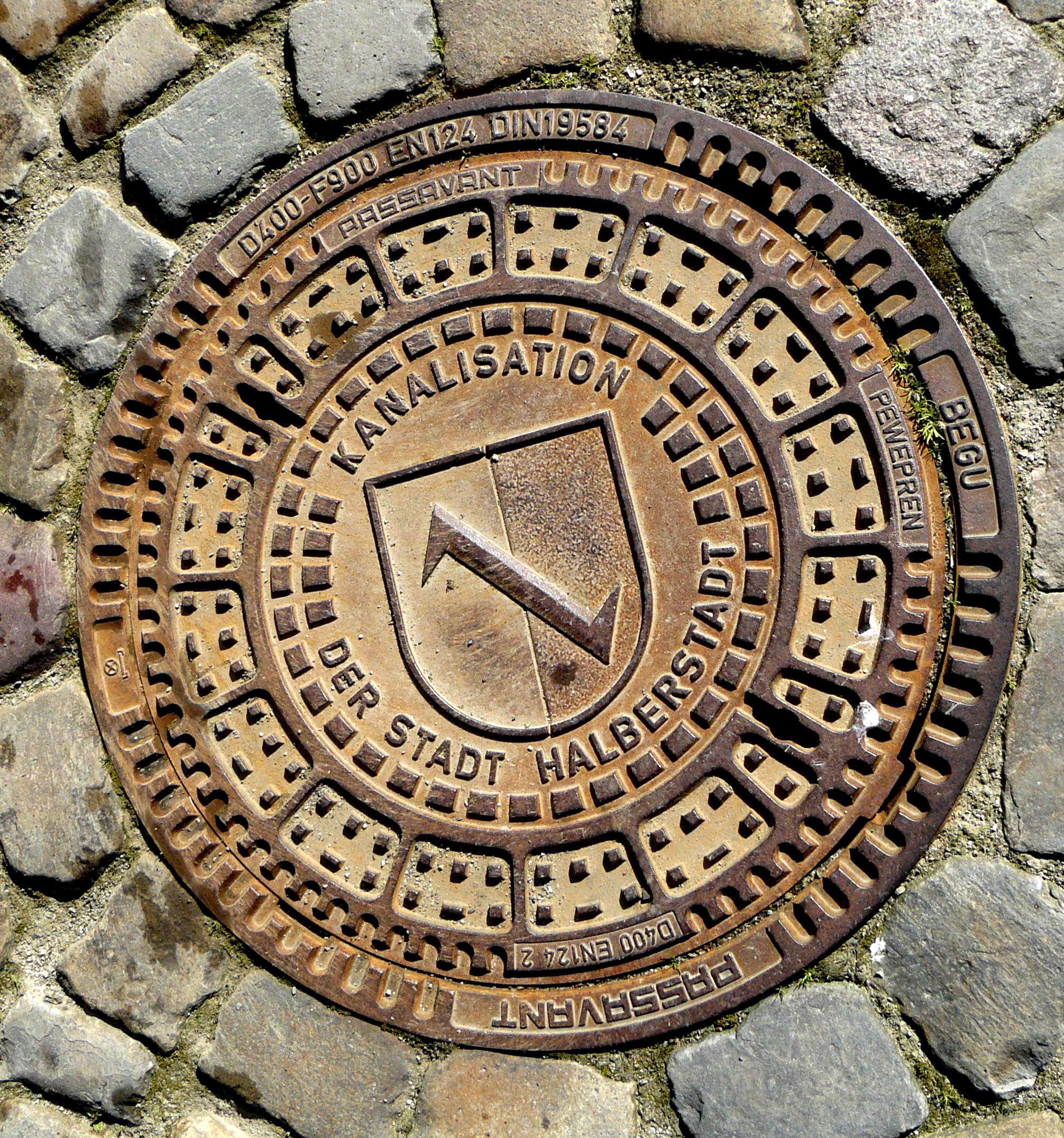
Kanaldeckel der Firma Passavant

Er erwarb am 16. März 1885 von den Herren von Lossem die Michelbacher Hütte in dem zwischen Limburg an der Lahn und Wiesbaden im Aartal gelegenen Michelbach und baute diese zum Stammwerk der Passavant-Werke aus. In ganz Deutschland findet man heute noch viele Kanaldeckel mit dem Herstellervermerk „Passavant“.
Verheiratet war er seit dem 20. Juni 1874 mit Johanna Elisabeth geborene Eckhard (* 2. Juli 1854 in Frankfurt am Main; † 17. Dezember 1929 in Wiesbaden-Biebrich). Sein Sohn Wilhelm Passavant (1886–1959), der 1910 in die Firma eintrat und 1917 die Leitung von seinem Vater übernahm, erweiterte den Geschäftsbetrieb. Sein Enkel Udo Passavant (* 1921) verkaufte das Unternehmen im Jahr 2000 an die ACO Gruppe und an Bilfinger & Berger.
Adolph Passavants Grabstätte befindet sich auf dem Friedhof von Michelbach.

## Bauten
- 1873/74 Frankfurt, Kirchnerstraße 4, Mietshaus
- 1874 Frankfurt, Kaiserstraße 21, Geschäftshaus
- 1876 Frankfurt, Grüneburgstraße 67, Mietshaus
- 1879 (?) Frankfurt, Friedensstraße 10, Mietshaus
- 1881 Frankfurt, Renovierung und Umgestaltung der Deutsch-reformierten Kirche, mit Heinrich Burnitz